# Vočepšij
Vočepšij (in lingua russa Вочепший) è un centro abitato dell'Adighezia, situato nel Teučežskij rajon. La popolazione era di 1.332 abitanti al dicembre 2018. Ci sono 26 strade.